# Rudolf Ludwig Mössbauer
Rudolf Ludwig Mössbauer (München, 31. siječnja 1929. – München, 14. rujna 2011.), njemački nuklearni fizičar. Diplomirao (1952.) na Visokoj tehničkoj školi u Münchenu, doktorirao (1957.) u Institutu za fiziku Max Planck u Heidelbergu. Otkrio kako se može postići emisija gama-zračenja bez uzmaka atomskih jezgara i gama-zračenje precizno određene valne duljine (rezonantna adsorpcija). Bio je profesor fizike na Kalifornijskom institutu za tehnologiju u Pasadeni (od 1961. do 1964.) i profesor na Tehničkome sveučilištu u Münchenu (od 1964. do 1997.). Za otkriće učinka ili efekta, koji je nazvan Mössbauerovim učinkom, dobio Nobelovu nagradu za fiziku 1961. (te je godine nagrađen i R. Hofstadter).

## Životopis
Rođen je i odrastao u Münchenu. Nakon srednje škole i jedne godine rada u industrijskim laboratorijima, godine 1949. započinje studij fizike na Tehničkom fakultetu (njem. Technische Hochschule) u Münchenu. Tijekom 1953. i 1954. izrađuje diplomski rad u Laboratoriju za primijenjenu fiziku, istovremeno radeći kao asistent. Od 1955. do 1957. u sklopu doktorskog rada izvodi niz istraživanja na Institutu za fiziku koji se nalazi u sklopu Instituta za medicinska istraživanja Max Planck u Heidelbergu. Tijekom istraživanja dolazi do otkrića učinka rezonancijske apsorpcije gama zračenja bez uzmaka atomskih jezgara emitera ili apsorbera (Mössbauerov efekt).
Godine 1958. brani doktorsku disertaciju na Tehničkom fakultetu u Münchenu gdje radi do 1960. kada odlazi u Sjedinjene Američke Države, gdje se zapošljava kao profesor fizike na Kalifornijskom tehnološkom fakultetu (eng. California Institute of Technology) u Pasadeni.
Za svoja istraživanja rezonancijske apsorpcije gama zračenja i otkriće učinka rezonancijske apsorpcije gama zračenja bez uzmaka atomskih jezgara (Mössbauerov efekt) 1961. dodijeljena mu je Nobelova nagrada za fiziku. Godine 1964. vraća se na Tehnički fakultet u Münchenu gdje postaje profesor. Od 1972. direktor je Instituta Laue Langevin u Grenobleu, Francuska, vodećeg međunarodnog centra za istraživanje neutrona.

## Mössbauerov učinak
Mössbauerov efekt ili Mössbauerov učinak (po R. L. Mössbaueru) je emisija i adsorpcija gama-zračenja bez uzmaka (trzaja) atomskih jezgri i pojava rezonantne apsorpcije (apsorpcije gama-zračenja u atomima koji su istovrsni atomima radioaktivnoga izvora). Pri emisiji i apsorpciji gama-zračenja atomske jezgre koje nisu čvrsto povezane u kristalnu rešetku uzmiču kako bi ukupna količina gibanja ostala očuvana. Uzmak jezgri ovisi o povezanosti atoma s okolnim atomima: što su veze s okolnim atomima jače, uzmak je manji. Energije emitiranih kvanta gama-zračenja umanjuju se za energiju uzmaka jezgri, a energije kvanta gama-zračenja koju jezgre mogu apsorbirati moraju se uvećati za energiju uzmaka. Gubitci energije nastali uzmakom atomskih jezgara onemogućavaju rezonantnu apsorpciju. Mössbauer je 1957. otkrio da se odabirom čvrste kristalne strukture izvora i hlađenjem na nisku temperaturu može izbjeći uzmak jezgara i postići rezonantna apsorpcija gama-zračenja.
Među istovrsnim atomima u istom stanju emisija i apsorpcija gama-zračenja je optimalna i zbiva se pri definiranoj energiji, u vrlo uskom spektralnom području. Međutim, ako se emitirajući i apsorbirajući atomi nalaze u različitom kemijskom ili fizikalnom stanju ili okružju, pojavljuje se mala razlika u energiji rezonantne apsorpcije (na primjer zbog promjena u električnom međudjelovanju atomske jezgre i elektronskog omotača), koja se može ukloniti (pa tako i mjeriti) primjenom Dopplerova učinka, čime se za mali iznos mijenja energija zračenja do ponovnog uspostavljanja rezonancije. Mössbauerov učinak omogućava istraživanja u nuklearnoj fizici i u fizici čvrstog stanja, a pruža podatke i o strukturi i vezama u kemijskim spojevima, na primjer o konformaciji bioloških makromolekularnih spojeva kao što su hemoglobin i mioglobin (Mössbauerova spektroskopija).

### Mössbauerova spektroskopija
Mössbauerova spektroskopija je spektroskopska tehnika temeljena na Mössbauerovom učinki i određivanju hiperfinih energijskih razlika nuklearnih nivoa izotopa koji ovaj učinak pokazuju. Ime je dobila po njemačkom fizičaru i nobelovcu R. L. Mössbaueru koji je izumio ovu tehniku i napravio prva mjerenja. Tehnika se temelji na postavljanju čvrstog uzorka u snop γ-zračenja koje dolazi s radioaktvnog izvora koji sadrži Mössbauerov izotop, te mjerenju transmitiranog (Mössbauerova apsorpcijska spektroskopija) ili raspršenog zračenja pomoću odgovarajućeg detektora. Pri tome se izvor gama zračenja giba relativno prema uzorku na točno određen periodični način čime se Dopplerovim učinkom blago mijenja energija zračenja koje dolazi na uzorak. Svaki period navedenog gibanja podijeljen je na određen broj intervala koji odgovara broju kanala višekanalnog analizatora uređaja. Svakom intervalu odgovara određena brzina gibanja izvora, a broj signala koji se registriraju na detektoru u tom intervalu zbrajaju se u pripadnom kanalu višekanalnog analizatora uređaja. Na taj se način dobiva korelacija intenziteta γ-zračenja registriranog na detektoru o relativnoj brzini izvora, to jest Mössbauerov spektar.